# Đường Going-to-the-Sun
Going-to-the-Sun là con đường duy nhất mà đi qua vườn quốc gia Glacier ở Montana, Hoa Kỳ, đi qua Continental Divide tại đèo Logan. Nó được hoàn thành vào năm 1932. Năm 1930, một đội xe buýt du lịch đỏ với tên gọi là các " thiết bị làm nhiễu ", xây dựng lại vào năm 2001 để chạy bằng nguyên liệu prôpan, cung cấp tour du lịch trên đường. Tuyến đường này là một Địa điểm lịch sử về Kỹ thuật Xây dựng Quốc gia, kéo dài 53 dặm (85 km) theo chiều rộng của vườn quốc gia Glacier.
Đường là một trong những con đường khó qua lại nhất ở Bắc Mỹ trong mùa đông tới mùa xuân. Tại độ cao 80 feet (24 m) tuyết có thể phủ chắn ngang đèo Logan, và chỉ xa hơn về phía đông đèo nơi tuyết phủ sâu nhất từ lâu đã được gọi là Big Drift. Con đường mất khoảng mười tuần để gạt bỏ tuyết, ngay cả với các thiết bị có thể di chuyển 4000 tấn tuyết trong một giờ. Ở phía Đông của lục địa phân chia, có rất ít trạm kiểm tra do tuyết rơi và kết quả là vào cuối mùa đông tuyết lở đã nhiều lần bị phá hủy tất cả các hàng rào bảo vệ từng được xây dựng. Tuyến đường thường cho phép lưu thông từ đầu tháng sáu đến giữa tháng mười, muộn nhất là vào ngày 13 tháng 7 (năm 2011).
Hai làn đường Going-to-the-Sun khá hẹp và quanh co, đặc biệt là phía tây của đèo Logan. Do đó, chiều dài xe hbị giới hạn không vượt quá 21 feet (6,4 m) và có nghĩa là không có phương tiện du lịch vượt quá giới hạn chiều dài này được phép đi qua đoạn đường này.